# 18623 Pises
18623 Pises este un asteroid din centura principală de asteroizi.

## Descriere
18623 Pises este un asteroid din centura principală de asteroizi. A fost descoperit pe 27 februarie 1998 la Observatoire des Pises din Parcul național din Cévennes. Asteroidul prezintă o orbită caracterizată de o semiaxă mare de 2,84 ua, o excentricitate de 0,03 și o înclinație de 2,7° în raport cu ecliptica.